# Копыстин
Копыстин (укр. Копистин) — село в Хмельницком районе Хмельницкой области Украины.
Население по переписи 2001 года составляло 1270 человек. Почтовый индекс — 31345. Телефонный код — 382. Занимает площадь 2,323 км². Код КОАТУУ — 6825083301.

## Местный совет
31345, Хмельницкая обл., Хмельницкий р-н, с. Копыстин, ул. Ленина, 86